# Commanderie de Compesières
La commanderie de Compesières est une maison forte située au hameau de Compesières sur la commune de Bardonnex, en Suisse. Elle a appartenu à l'ordre des Hospitaliers de Saint-Jean de Jérusalem. Elle était le centre de la commanderie du Genevois, appartenant à la langue d'Auvergne.
La commanderie est un bien culturel d'importance nationale.

## Histoire
La première mention de la commanderie (alors simple église romane construite sur des fondations romaines et dédiée à saint Sylvestre) remonte à 1270, lorsque l'évêque de Genève Aymon de Cruseilles en fait don à l'ordre de Saint-Jean de Jérusalem qui y installe un hospice. Entre la fin du XIVe siècle et le début du XVe siècle, l'ordre construit, à côté de l'église, une maison-forte qui devient le chef-lieu de la commanderie du Genevois, dans la langue d'Auvergne. 

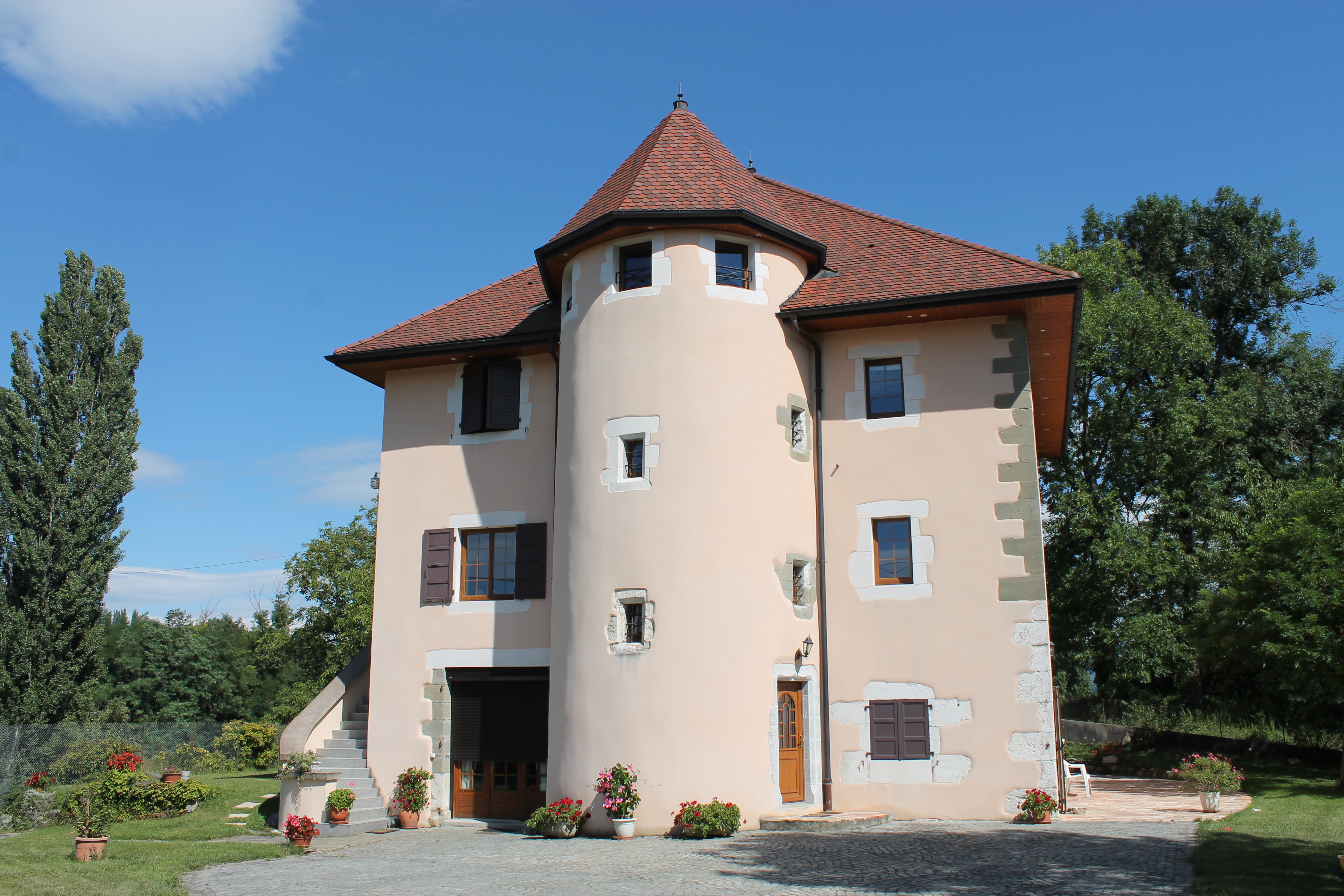
Ancien hôpital Saint-Christophe de "Hautevillette" (XIIIe siècle) avec sa tour dite "la prison" appartenant aux Hospitaliers.

Depuis le XIIIe siècle, les Hospitaliers possèdent un hôpital, une maison à deux étages avec une tour, à Hautevillette (Hauteville-sur-Fier), dans le comté de Genève. La maison reste en activité jusqu'en 1576 avant d'être transformée en ferme.
Entre 1536 et 1567, le château sert de résidence au bailli bernois. Lors des guerres de la fin du XVIe siècle entre le duché de Savoie, dirigé par Charles-Emmanuel Ier, et Genève, Henri IV intervient pour protéger et sauvegarder le bâtiment, menacé de destruction par les belligérants. C'est de cette époque que date le plafond héraldique de la salle des chevaliers qui contient 165 caissons peints de symboles religieux et héraldiques, répartis en 5 travées par les poutres maîtresses de la nef.
À partir de 1617, l'ordre de Saint-Jean de Jérusalem reprend possession de la commanderie et, jusqu'à la Révolution française procède à plusieurs agrandissements de la maison forte et de l'église, les entourant notamment d'une enceinte bordée de tours rondes. En 1792, lors de l'occupation des troupes françaises, la commanderie est transformée en bien national, ses tours ainsi que le clocher de l'église détruits. Toute mention de l'ordre (armes, symboles) est supprimée, le bâtiment devient une fabrique de salpêtre.
La commanderie est par la suite vendue à des particuliers, puis à la commune. Dès 1822, elle abrite la mairie, l'école et la cure. Si l'église est presque entièrement reconstruite  en 1834 et 1835, l'enceinte est par contre détruite au début du XXe siècle pour permettre la création d'une nouvelle école. Le château est encore rénové en 1954 et 1955, puis une nouvelle fois en 1971.

## Utilisation actuelle
Le château est occupé par la mairie de la commune ainsi que par la cure de l'église attenante. 
Depuis 1955, la commune met à disposition une pièce du château pour le musée de l'ordre de Malte (ouvert uniquement sur rendez-vous), qui présente, entre autres, une croix peinte du XVe siècle qui décorait la chapelle de Mouxy.

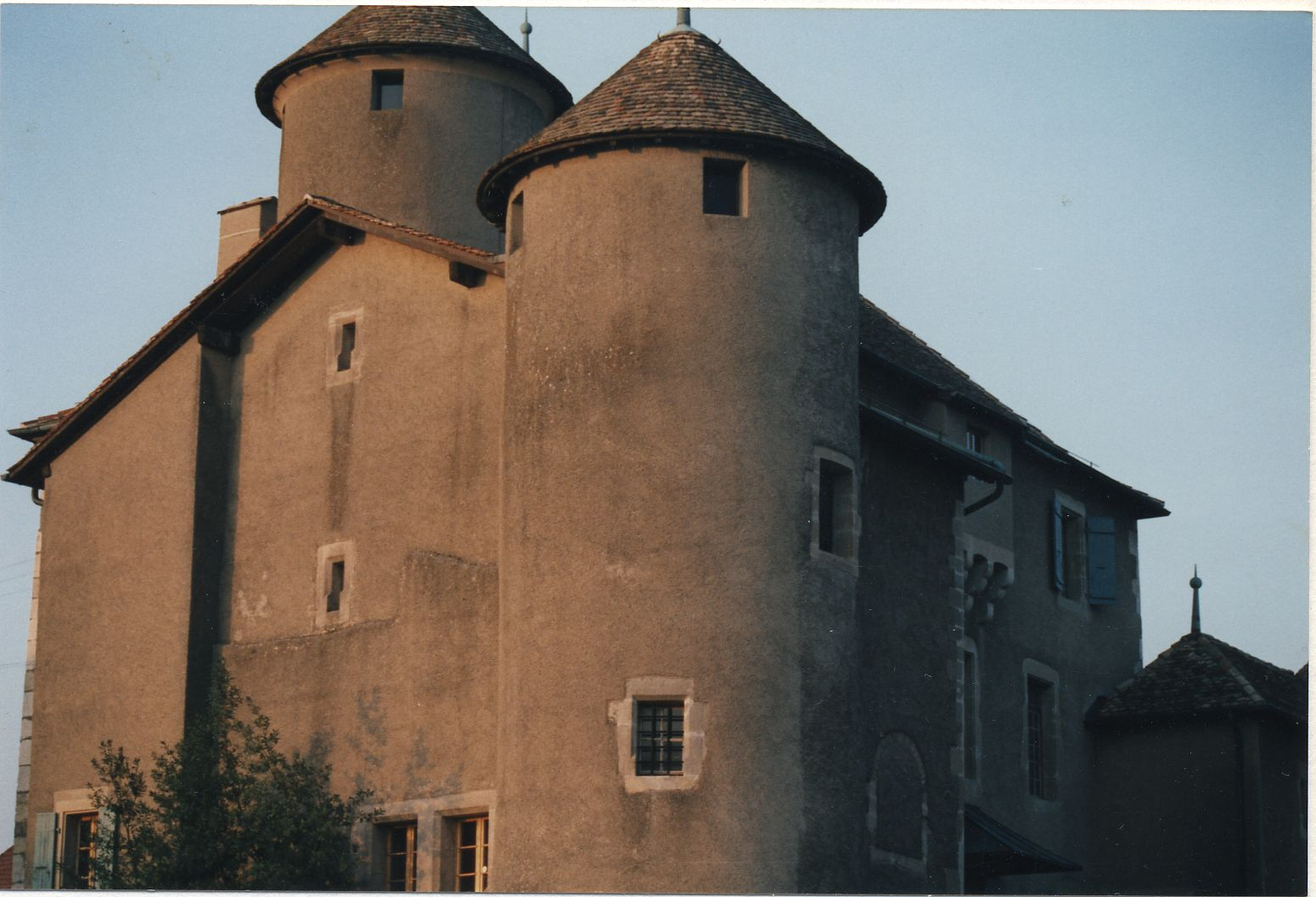
La commanderie en 2004
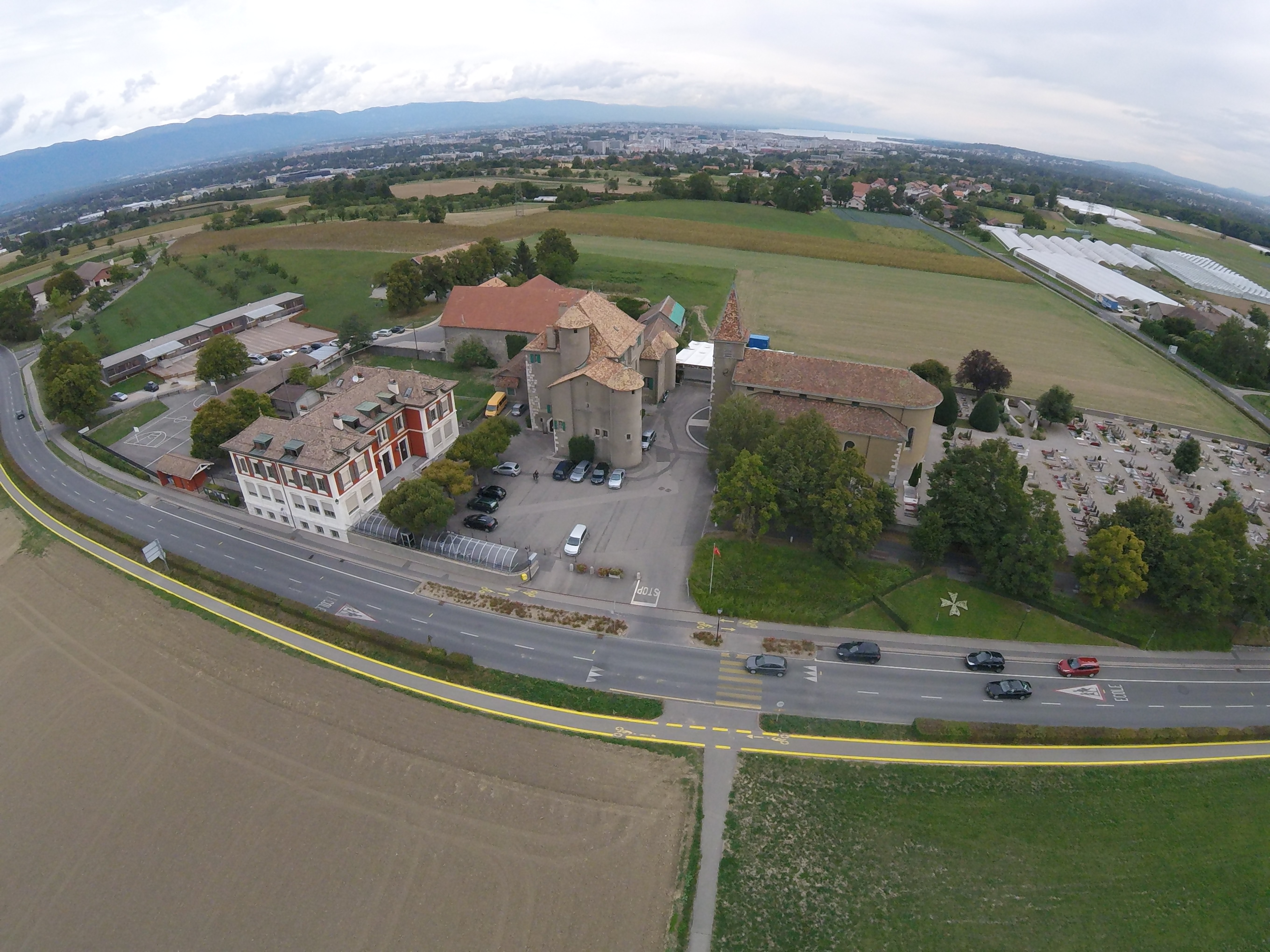
La Commanderie de Compesières en 2015, photo aérienne
- Commanderie de Compesières, vidéo aérienne